# قلوب من حديد 2
قلوب حديدية 2 هي لعبة حربية الاستراتيجية الكبرى لكمبيوتر صنعت على أساس سابقتها، قلوب حديدية، تم تطويره من قبل استوديو برودكس للتطوير ونشرتها برودكس التفاعلية. تبدا اللعبة في 1 يناير 1936 وتنتهي 30 ديسمبر 1947 (1964 مع الطويرات)، وتسمح للاعب السيطرة على أي دولة من 175 دولة في ذلك الوقت وتوجيها وتطورها عبر السنين قبل وأثناء وبعد الحرب العالمية الثانية. وساعد في تطويره برودكس التفاعلية واُفرج عنه 4 يناير 2005. وكان صاحب برمجة العبة يوهان أندرسون.
تكملة، وأطلق سراح قلوب الحديد الثالث في أغسطس 2009. وارسنال الديمقراطية، وأطلق سراح المناورات الاستراتيجية الكبرى بناء على قلوب من حديد الثاني في فبراير عام 2010. حديد صليب توسع قلوب الحديد II، وقد أفرج عنه في 7 أكتوبر 2010،  وأظلم ساعة، لعبة إستراتيجية قائمة بذاتها تقوم على قلوب حديدية الثاني، وقد أفرج عنه في 5 أبريل 2011.

## اللعب
قلوب حديدية II هي لعبة استراتيجية كبرى، ويمكن للاعب بناء على القطع الأرضية، أسراب الطائرات، والسفن البحرية / الأساطيل، والجمع بين هذه إلى السلك والجيوش. لديه لاعب أيضا القدرة على التحكم في تعيين قادة القوات تحت علم بلادهم أو أن الدول التي تسيطر عليها وكذلك للسيطرة على تعيين وزراء الحكومة الأفراد والقادة العسكريين في مواقع الأركان العامة الرئيسية.
لديه الاعب أيضا قدرة أوسع للسيطرة على رؤساء الدول والحكومات. ومع ذلك، هذا الخيار متاح فقط لدول الديمقراطيات وعن طريق الانتخابات فقط، الذي يختار لاعب الفائز فيها. يتم التحكم بالبحوث التكنولوجية من قبل اللاعب. كل هذا على نطاق عالمي، على لاعب التعامل معه في وقت واحد والتفاعل مع الدول في جميع أنحاء العالم، يمكن أن تبداء الحرب في أي لحظة.

### دول اللعب
ويمكن للاعب اختيار العب في أي دولة تقريبا من الفترة الزمنية، بصرف النظر عن بعض الدول الصغيرة جدا مثل أندورا وموناكو، الفاتيكان أو غيرها (هناك تعديل يجعلك تلعب بهن). يمكن للاعب أن يلعب كأمة الجديدة التي تكتسب استقلالها كما تقدم اللعبة، ولكن يجب أن تنتظر حتى يقر للأمة الاستقلال من الاستعمار قبل أن يتم العب بها. ومع ذلك، فإن العديد من الدول الصغيرة لا تملك قوة تكنولوجية، كما أنها لا تمتلك قاعدة صناعية قوية.

### السياسة
الاعب قادر على إدارة السياسات الخارجية والداخلية لالدولة على الصفحة الدبلوماسية. ويمكن للاعب أن يعلن الحرب، وضم الأراضي وصنع تحالفات. ويمكن للاعب أيضا تغيير السياسات الاجتماعية والاقتصادية للدولة وذلك باستخدام المتزلجون، مثلا الديمقراطية مقابل السلطوي، السوق الحرة مقابل التخطيط المركزي وهلم جرا. سوف تتحرك المتزلجون يؤدي إلى المكافآت والعقوبات المختلفة، مما يتيح مجموعة من الخيارات والاستراتيجيات.
على نفس الصفحة، يمكن للاعب أن تعين قادة ووزراء، مع بعض الاستثناءات. لا يمكن إلا أن تغير رئيس الدولة ورئيس الحكومة من خلال تحريك اليسار السياسي مقابل السياسية الحق المنزلق، أو عن طريق الانتخابات والأحداث لمرة واحدة.

### إدارة الموارد
في قلوب الحديد II ميزات تسعة موارد، منها ستة موارد تقليدية، والثلاثة الآخرى هن القوى العاملة، والقدرة الصناعية وقدرة النقل.
- ويتم إنتاج الطاقة والمواد النادرة (مثل المطاط)، والمعادن من المحافظات الفردية وتجميع معا لصناعة الطاقة في البلاد.
- تستهلك الامدادات القوات المسلحة للاعب.
- يتم استهلاك النفط من قبل وحدات ميكانيكية أو مدرعة ووحدات الجوية والوحدات البحرية. (وبعض المشاة مع وحدات المرفقة)
- وجمع الأموال من خلال إنتاج السلع الاستهلاكية. ويختلف مقدار اكتسبت أيضا بناء على نوع الحكومة وإعدادات النهج. هناك حاجة إلى المال لتنفيذ الإجراءات الدبلوماسية، فضلا عن أجر البحوث.
- وهناك حاجة القوى العاملة لتجنيد ودعم كافة القوات المسلحة اللاعب. وحدة واحدة من القوى العاملة يمثل عموما 1000 رجل، في فرقة المشاة العادي و10،000 رجل يتطلب عشرة القوى العاملة.
- كل مصنع في بلد يساهم نقطة واحدة من القدرة الصناعية (IC). ومن المعروف أن إجمالي عدد المصانع مثل IC قاعدة. عدة عوامل، مثل صعوبة، التعيينات الوزارية والتقنيات والموارد المتاحة يمكن تعديل هذا الرقم، وإنتاج IC الفعلي. يتطلب كل IC الفعلي نقطتين من الطاقة، واحدة من المعدن ونصف النقطة من المواد النادرة لكي يعمل.
- طاقة النقل (TC) هي عدد المجرد الذي يمثل الشاحنات والقطارات والعبارات النهرية التي تستخدم لتزويد القوات المسلحة اللاعب مع الوقود والإمدادات. TC هي وظيفة مباشرة لIC اللاعب. لاعب لديه TC التي هي عن 150٪ IC. عندما تستخدم TC يتجاوز المبلغ المتاح، وتتأخر حركة والإمدادات والتعزيزات.

يمكن تداولها الموارد التقليدية ستة مع الدول الأخرى، وتخضع لعرقلة محتملة من قبل قوات العدو إذا احتل الطرق المؤدية إلى البلد الآخر. ويمكن إجراء العروض التجارية إلى أي بلد آخر، حتى تلك التي لها علاقات دبلوماسية سطحية معك، على الرغم من أن الدول الحليفة هي أكثر استعدادا لقبول عروض التجارة أكثر ملاءمة. القوى العاملة، IC وTC ليسوا القابلة للتداول.

## سيناريوهات
في اللعبة، لاعب يفترض السيطرة المباشرة للدولة في بداية سيناريو خلال عام 1948. هي السيناريوهات التالية متوفرة:
- الطريق إلى الحرب، يبدأ في يوم رأس السنة الجديدة، 1936؛
- العاصفة المتجمعة، ابتداء من سبتمبر 1938، قبل اتفاقية ميونيخ. وأضاف في التصحيح V1.2.
- الحرب الخاطفة، بدءا من إعلان هتلر الحرب على بولندا (غزو بولندا) في 1 سبتمبر 1939.
- صحوة العملاق، ابتداء من يوم 22 يونيو 1941، في بداية عملية بارباروسا.
- Götterdämmerung، ابتداء من يوم 20 يونيو 1944، بعد أسبوعين هبطت قوات الحلفاء في نورماندي.

وأضاف في الصليب الحديدي:
- 1933، التي تبدأ في 30 يناير 1933، عندما يأخذ هتلر السلطة في ألمانيا.
- 1934، اعتبارا من 1 أكتوبر 1934، في بداية ثورة أكتوبر.[11]

عمليات للعب هي:
- تقع غيلب، الغزو الألماني لفرنسا في عام 1940
- عملية بارباروسا، والغزو الألماني للاتحاد السوفيتي في صيف 1941
- آردن الهجومية، تتمحور حول معركة من الانتفاخ، على الحدود الفرنسية البلجيكية الألماني في شتاء عام 1944، والذي كان أيضا عرض للعب في اللعبة.
- الفتوحات الجنوبية، تدور حول الهجوم الطرد المركزي الياباني في مجال الموارد الجنوبية، في أعقاب الهجوم على بيرل هاربور.
- تشغيل برج المراقبة، معركة القنال في جزر سليمان.
- تقع فايس، الغزو الألماني لبولندا
- سقوط غرون، الهجوم الألماني المخطط على تشيكوسلوفاكيا
- الحرب Platinean، وهو سيناريو الخيال حيث الألمانية المدعومة من الأرجنتين وتدعمه الولايات المتحدة البرازيل اشتباك في الصراع الذي سيشمل أكثر من أمريكا الجنوبية
- حرب الشتاء، والحرب السوفيتية الفنلندية من 1939-1940
- ثعلب الصحراء، الحملة الأفريقية التي بلغت ذروتها في معركة العلمين
- عملية الاسكيمو، ونزول الحلفاء في صقلية والحملة الإيطالية لاحقة
- عملية الأعلى، ونزول الحلفاء في نورماندي
- عملية السقوط، غزو الحلفاء المخطط للجزائر منزل اليابانية
- الحرب الأهلية الإسبانية، والصراع بين الجمهوريين والقوميين الاسبانية في 1936-1939
- معركة بحر المرجان، والخطة اليابانية لالتقاط بورت مورسبي في غينيا الجديدة عن طريق البحر ومعركة الناقل التالية.
- تقع بلاو، الألمانية 1942 الصيف هجوم ضد الاتحاد السوفياتي، وبلغت ذروتها في نهاية المطاف في معركة ستالينغراد. وأضاف في التصحيح V1.2.

## روابط خارجية
- قلوب من حديد 2 على موقع IMDb (الإنجليزية)

- Official Site
- Paradox Interactive
- Hearts of Iron II at Paradox Interactive نسخة محفوظة 7 سبتمبر 2015 at Archive.is
- The official forum for Hearts of Iron II
- Hearts of Iron IV at Paradox
- Hearts of Iron II demo
- Hearts of Iron II Wiki
- Hearts of Iron II at غيم سبوت
- "Iron Cross, Darkest Hour Announcement"
- "Arsenal of Democracy Announcement"